# Stenachaenium
Stenachaenium es un género de plantas fanerógamas perteneciente a la familia de las asteráceas. Comprende 6 especies descritas y de estas, solo 4 aceptadas. Es originario de Brasil.

## Taxonomía
El género fue descrito por George Bentham y publicado en Genera Plantarum 2: 289. 1873. La especie tipo es Stenachaenium megapotamicum (Spreng.) Baker	

## Especies aceptadas
A continuación se brinda un listado de las especies del género Stenachaenium aceptadas hasta julio de 2012, ordenadas alfabéticamente. Para cada una se indica el nombre binomial seguido del autor, abreviado según las convenciones y usos.
- Stenachaenium adenanthum (Sch.Bip. ex Krasch.) Krasch.
- Stenachaenium campestre Baker
- Stenachaenium megapotamicum (Spreng.) Baker
- Stenachaenium riedelii Baker